# Hundrede-tal
Hundredetal er en ofte benyttet måde at angive en årrække på hundrede år, hvor hundredetalsdelen er den samme.
Forveksles ofte med århundrede, som med samme hundredetal ligeledes dækker en årrække på 100 år, men startende 99 år tidligere.

## Eksempel
1800-tallet er årrækken fra 1800 til 1899, altså alle med en hundredetalsdel på 18.
Det 18. århundrede er årrækken fra 1701 til 1800.